# Salts als Jocs Olímpics d'Estiu de 1936
Als Jocs Olímpics d'Estiu de 1936 celebrats a la ciutat de Berlín (Alemanya) es disputaren quatre proves de salts, dues en categoria masculina i dues en categoria femenina. La competició es desenvolupà entre els dies 10 i 15 d'agost de 1936.

## Comitès participants
Hi participaren un total de 69 saltadors (39 homes i 30 dones) de 21 comitès nacionals diferents:
| - Alemanya (11) (homes:5 dones:6) - Austràlia (1) (homes:1 dones:0) - Àustria (3) (homes:1 dones:2) - Canadà (3) (homes:1 dones:2) - Dinamarca (2) (homes:0 dones:2) - Egipte (4) (homes:4 dones:0) - Estats Units (10) (homes:5 dones:5) - Finlàndia (1) (homes:1 dones:0) - França (2) (homes:1 dones:1) - Hongria (2) (homes:2 dones:0) - Itàlia (3) (homes:3 dones:0) | - Iugoslàvia (1) (homes:1 dones:0) - Japó (5) (homes:2 dones:3) - Mèxic (1) (homes:1 dones:0) - Noruega (3) (homes:1 dones:2) - Països Baixos (1) (homes:1 dones:0) - Perú (1) (homes:1 dones:0) - Regne Unit (6) (homes:2 dones:4) - Suècia (3) (homes:1 dones:2) - Suïssa (3) (homes:2 dones:1) - Txecoslovàquia (3) (homes:3 dones:0) |

## Resum de medalles

### Categoria masculina
| Prova                        | Or              | Plata          | Bronze        |
| Trampolí de 3 metres detalls | Richard Degener | Marshall Wayne | Alan Greene   |
| Palanca de 10 metres detalls | Marshall Wayne  | Elbert Root    | Hermann Stork |

### Categoria femenina
| Prova                        | Or                | Plata           | Bronze          |
| Trampolí de 3 metres detalls | Marjorie Gestring | Katherine Rawls | Dorothy Poynton |
| Palanca de 10 metres detalls | Dorothy Poynton   | Velma Dunn      | Käthe Köhler    |

## Medaller
| Posició | País         | Or | Argent | Bronze | Total |
| 1       | Estats Units | 4  | 4      | 2      | 10    |
| 2       | Alemanya     | 0  | 0      | 2      | 2     |